# M11 (Стамбульський метрополітен)
Лінія M11 або Лінія M11 Гайреттепе – Аеропорт Стамбул – Халкали (тур. Gayrettepe-İstanbul Havalimanı-Halkalı Metro Hattı) — лінія Стамбульського метро, Стамбул, Туреччина.
Дистанція Кягитхане — аеропорт Стамбула відкрита 22 січня 2023 року.

Метою цієї лінії є забезпечення прямого та швидкого доступу з аеропорту Стамбула в Арнавуткьой до Левенту, головного комерційного центру Стамбула, та до Халкали, однієї з найважливіших залізничних станцій міста. 
На відміну від інших ліній метро, на M11 буде обмежена кількість зупинок, тобто станції будуть розташовані на більшій відстані одна від одної. 
Це найпомітніше на південному кінці лінії, де M11 матиме лише сім станцій: Халкали, Тема-парк, Олімпіят, Каяшехір та Фенертепе на заході та Гайреттепе і Кагитхане на сході.
Лінія складатиметься з двох черг: одна від Гайреттепе до аеропорту Стамбула, а друга  від Халкали до аеропорту Стамбула. 
Перша черга лінії становитиме 37,2 км з дев’ятьма станціями. 
Друга черга становитиме 31,5 км із сімома станціями, загалом 69 км із шістнадцятьма станціями. 
Після повного завершення будівництва M11 стане одним із найдовших безперервних тунелів метро у світі. 
Час у дорозі між кінцевими станціями становитиме 60 хвилин із максимальною швидкістю 120 км/год. 
 
Лінія проходитиме через шість районів Стамбула: Шишлі, Кягитхане, Еюпсултан, Арнавуткьой, Башакшехір та Кючюкчекмедже. Очікується, що щорічно лінія перевозитиме близько 94 мільйонів пасажирів. 
Лінія M11 має пересадки на інші лінії швидкого транспорту: Мармарай, M1, M2, M3, M7 (двічі), M9 та в аеропорту з лінією швидкісного поїзда. 

Інвестиційний бюджет будівництва становить €999,8 млн. Турецький будівельний консорціум Kolin-Şenbay виграв тендер на будівництво лінії метро в грудні 2016 року. 

## Станції
Всього на M11 є шістнадцять станцій. З цих шістнадцяти лише сім знаходяться в міській зоні Стамбула.